# Singaperumalkoil
Singaperumalkoil é uma vila no distrito de Kancheepuram, no estado indiano de Tamil Nadu.

## Demografia
Segundo o censo de 2001,  Singaperumalkoil  tinha uma população de 8057 habitantes. Os indivíduos do sexo masculino constituem 51% da população e os do sexo feminino 49%. Singaperumalkoil tem uma taxa de literacia de 74%, superior à média nacional de 59.5%: a literacia no sexo masculino é de 80% e no sexo feminino é de 66%. Em Singaperumalkoil, 11% da população está abaixo dos 6 anos de idade.